# Abaševská kultura
Abaševská kultura je kultura z oblasti Povolží, existující v 2. tisíciletí př. Kr., v době bronzové. Jméno dostala podle pohřebiště Abaševo v Čuvašsku.
Jejími představiteli byli zemědělci a chovatelé dobytka. Mrtvé pohřbívali v dřevem vyložených mohylách, těla byla spalována. Větší mohyly byly obehnány příkopy, s bohatými posmrtnými dary v podobě keramiky, bronzových šperků a oděvů z kožešin.